# Kapiʻolani
Kapiʻolani (Hilo, 31 de dezembro de 1834 – 24 de junho de 1899) foi a rainha e consorte do rei Kalākaua do Reino do Havaí e que reinou de 1874 a 1891 (até a morte do rei), quando se tornou conhecida como a rainha viúva Kapiʻolani. Profundamente interessada na saúde e no bem-estar dos nativos havaianos, Kapiʻolani fundou o Kapiʻolani Home for Girls, para a educação das filhas de residentes do assentamento de hanseníase de Kalaupapa e da maternidade Kapiʻolani, onde mães havaianas e recém-nascidos podiam receber cuidados.

## Primeiros anos
Kapiʻolani nasceu em 31 de dezembro de 1834, em Hilo, na Ilha Havai, sendo filha do Alto Chefe Kūhiō Kalanianaʻole (de Hilo) e da Alta Chefe Kinoiki Kekaulike (de Kauai), filha do rei Kaumualiʻi, o último rei de um Kauaʻi independente antes de sua cessão a Kamehameha, o Grande. Suas duas irmãs mais novas eram Kapoʻoloku Poʻomaikelani (1839-1895), que se casou com Hiram Kahanawai, e Kinoiki Kekaulike (1843-1884), que se casou com David Kahalepouli Piʻikoi.
Seu nome completo era Kapiʻolani Napelakapuokakaʻe. Sua homônima era sua tia-avó Alta Chefe Kapiʻolani, que colheu as bagas de ʻōhelo e desafiou abertamente a deusa Pele como uma demonstração dramática de sua nova fé no Cristianismo. Kapiʻolani é composto de três palavras (ka pi'o lani) e significa literalmente "o arco [do] céu (arco-íris significava a presença da realeza)". Seu nome secundário, Napelakapuokaka'e, se traduz como "a carne sagrada de Kakae".
Ela foi criada em Hilo até os oito anos de idade, quando foi enviada para ser criada no distrito de Kona, no lado oeste da ilha do Havaí. Ela foi para Honolulu em Oahu quando tinha dezesseis anos e ficou sob a tutela do rei Kamehameha III.
Kapiʻolani foi educada para ler e escrever na língua havaiana. Embora ela tenha aprendido a entender algumas palavras e frases em inglês, como muitos nativos havaianos, ela nunca aprendeu a falar fluentemente e exigiu um tradutor havaiano ao se comunicar com falantes de inglês. Kapi'olani tornou-se integrante da Igreja Anglicana do Havaí depois que ela foi estabelecida em 1862.

## Casamento com Nāmākēhā
Em 7 de março de 1852, Kapiʻolani casou-se com o Alto Chefe Bennett Nāmākēhā, um membro da Casa dos Nobres em Honolulu. Ela tinha quase dezoito anos, enquanto o marido era trinta anos mais velho. Ele era tio da rainha Emma, esposa de Kamehameha IV do lado de seu pai, George Na'ea. Isso fez com que sua tia se casasse com a rainha Emma, a quem ela era sua dama de companhia de mais alta patente. Nāmākēhā e Kapiʻolani não tiveram filhos, embora uma gravidez tenha resultado em um aborto espontâneo. Para sua saúde, o casal viajou no The Morning Star, um navio missionário, por meses entre as Ilhas Gilbert (atual Kiribati), mas em vão. Nāmākēhā morreu em 27 de dezembro de 1860, em Honolulu.
Nāmākēhā e Kapiʻolani foram nomeados cuidadores do príncipe Albert Kamehameha, o único filho de Emma e Kamehameha IV. Kapi'olani era a enfermeira-chefe da criança real. O príncipe morreu aos quatro anos, em 27 de agosto de 1862, possivelmente de apendicite. A historiadora Helena G. Allen afirmou mais tarde que a rainha Emma culpou Kapi'olani pela morte da criança. O príncipe estava sob os cuidados de Kapiʻolani quando foi encharcado com água fria pelo rei para acalmá-lo durante uma birra. Tradicionalmente, pensava-se que isso induzia a febre cerebral que matou o príncipe. O historiador George Kanahele conclui que há pouca ou nenhuma evidência dessa animosidade. A rainha Emma escreveu a Kapiʻolani uma resposta muito gentil em sua carta de março de 1863: "Caro Kapiʻolani, minha companheira no cuidado de meu filho. Você era o favorito de meu filho, seu peito deve estar cheio de dor. Você foi nosso terceiro companheiro ... ".
Visitando dignitários britânicos Jane, Lady Franklin e sua sobrinha Sophia Cracroft conheceram "Madame Nāmākēhā" em junho de 1861. Cracroft escreveu:
| “ | Por fim, ela [a rainha Emma] cedeu, mas mandou chamar a babá [do príncipe Albert], que não tínhamos visto antes - apenas ouvíamos falar. Ela é a viúva de um chefe mesquinho e cumpre seus deveres extremamente bem. Ela é bastante jovem e muito bonita - vestida como nós e de luto. Ela foi conosco, mas o querido filho pequeno não queria manter a ordem - ele era perfeitamente bom. | ” |

## Rainha do Havaí
Kapi'olani casou-se novamente em 19 de dezembro de 1863, com David Kalākaua, em uma cerimônia silenciosa conduzida por um ministro anglicano. Seu casamento foi fortemente criticado, uma vez que ocorreu durante o período de luto pelo rei Kamehameha IV. Seu segundo marido era um aspirante a alto chefe e político que serviu na Câmara dos Nobres, no Conselho de Estado Privado e ocupou muitos outros cargos na corte e no governo durante os reinados de Kamehameha IV, Kamehameha V e Lunalilo. Embora sem sucesso em sua tentativa de subir ao trono em 1873, Kalākaua derrotou a rainha viúva Emma para suceder Lunalilo como monarca do Havaí em 12 de fevereiro de 1874. Kapi'olani se tornou a rainha consorte do Havaí após a ascensão de seu marido ao trono havaiano. Um dos primeiros atos do casal foi conduzir um progresso real das ilhas havaianas. De março a maio de 1874, eles visitaram as principais ilhas havaianas de Kauai, Maui, Ilha do Havaí, Moloka'i e Oahu. O casal real foi recebido com entusiasmo pelo povo.
Seu casamento permaneceu sem filhos. Uma análise clínica da causa da morte de Kalākaua levou à especulação de que o rei pode ter sido infértil, já que Kapiʻolani teve uma gravidez abortada com seu casamento anterior. Assim, ela e sua irmã Poomaikelani adotaram, na tradição deamoe, os três filhos de sua irmã Kekaulike. Kapiʻolani pegou David Kawānanakoa e Jonah Kūhiō Kalanianaʻole e Poomaikelani adotou Edward Abnel Keliʻiahonui. Em 1883, Kalākaua fez dos sobrinhos de Kapiʻolani príncipes do Havaí com o estilo de Alteza em homenagem a sua coroação.

## Legado
Seu legado médico, a Kapiʻolani Maternity Home, sobrevive hoje como o Kapiʻolani Medical Center for Women and Children. O Parque Kapiʻolani em Waikiki foi batizado em homenagem à Rainha por seu marido Kalākaua. Ela também dá seu nome ao Kapiʻolani Boulevard, ao Kapiolani Community College e várias empresas em Honolulu. Uma de suas contribuições notáveis para a música havaiana foi uma canção de amor que ela compôs para seu marido, "Ka Ipo Lei Manu". Kalākaua morreu em São Francisco antes que pudesse ouvir a música de sua rainha.
Um retrato da Rainha Kapiʻolani pintado em agosto de 1884 por Charles Furneaux, está pendurado no Palácio de Iolani.

### Livros e jornais
- Allen, Gwenfread E. (1984). «Queen Kapiolani». In:  Peterson, Barbara Bennett. Notable Women of Hawaii. Honolulu: University of Hawaii Press. pp. 204–206. ISBN 978-0-8248-0820-4. OCLC 11030010
- Allen, Helena G. (1995). Kalakaua: Renaissance King. Honolulu: Mutual Publishing. ISBN 978-1-56647-059-9. OCLC 35083815
- Bailey, Paul (1975). Those Kings and Queens of Old Hawaii: A Mele to Their Memory. Los Angeles: Westernlore Books. ISBN 978-0-87026-035-3. OCLC 1733260
- Bott, Robin L. (1997).  Homans, Margaret; Munich, Adrienne, eds. «'I Know What is Due to Me': Self-Fashioning and Legitimization in Queen Liliuokalani's Hawaii's Story by Hawaii's Queen». Cambridge: Cambridge University Press. Remaking Queen Victoria: 140–156. ISBN 978-0-521-57485-3. OCLC 185338494
- Cracroft, Sophia; Franklin, Jane; Queen Emma (1958).  Korn, Alfons L., ed. The Victorian Visitors: An Account of the Hawaiian Kingdom, 1861–1866, Including the Journal Letters of Sophia Cracroft: Extracts from the Journals of Lady Franklin, and Diaries and Letters of Queen Emma of Hawaii. Honolulu: University of Hawaii Press. ISBN 978-0-87022-421-8. OCLC 8989368. hdl:10125/39981
- Court, Official, Professional, And Business Directory. Honolulu Almanac and Directory. Honolulu: P. C. Advertiser Steam Printing Office. 1884. pp. 18–38. OCLC 12787107
- Gibson, Walter Murray; Adler, Jacob; Barrett, Gwynn W. (1973). The Diaries of Walter Murray Gibson: 1886, 1887. Honolulu: University Press of Hawaii. ISBN 978-0-8248-0211-0. OCLC 243903716
- Hanley, Mary Laurence; Bushnell, Oswald A. (1991). Pilgrimage and Exile: Mother Marianne of Molokai. Honolulu: University of Hawaii Press. ISBN 978-0-8248-1387-1. OCLC 27978465
- Iaukea, Sydney Lehua (2012). The Queen and I: A Story of Dispossessions and Reconnections in Hawaiʻi. Berkeley: University of California Press. ISBN 978-0-520-95030-6. OCLC 763161035 – via Questia.com. (pede subscrição (ajuda))
- Inglis, Kerri A. (2013). Ma'i Lepera: A History of Leprosy in Nineteenth-Century Hawai'i. Honolulu, HI: University of Hawaii Press. ISBN 978-0-8248-6579-5 – via Project MUSE. (pede subscrição (ajuda))
- Kaeo, Peter; Queen Emma (1976).  Korn, Alfons L., ed. News from Molokai, Letters Between Peter Kaeo & Queen Emma, 1873–1876. Honolulu: The University Press of Hawaii. ISBN 978-0-8248-0399-5. OCLC 2225064. hdl:10125/39980
- Kam, Ralph Thomas (2017). Death Rites and Hawaiian Royalty: Funerary Practices in the Kamehameha and Kalakaua Dynasties, 1819–1953. S. I.: McFarland, Incorporated, Publishers. ISBN 978-1-4766-6846-8. OCLC 966566652
- Kamae, Lori (1980). The Empty Throne. Honolulu: Topgallant Publishing Co. ISBN 978-0-914916-44-4. OCLC 7080687
- Kanahele, George S. (1999). Emma: Hawaii's Remarkable Queen. Honolulu: University of Hawaii Press. ISBN 978-0-8248-2240-8. OCLC 40890919
- Kuykendall, Ralph Simpson (1967). The Hawaiian Kingdom 1874–1893, The Kalakaua Dynasty. 3. Honolulu: University of Hawaii Press. ISBN 978-0-87022-433-1. OCLC 500374815
- Law, Anwei Skinsnes (2012). Kalaupapa: A Collective Memory (Ka Hokuwelowelo). Honolulu: University of Hawaii Press. ISBN 978-0-8248-6580-1. OCLC 830023588 – via Project MUSE. (pede subscrição (ajuda))
- Lewis, Frances R. Hegglund (1969). History of Nursing in Hawaii. [S.l.]: Germann-Kilmer Company. ISBN 9780343082659
- Liliuokalani (1898). Hawaii's Story by Hawaii's Queen, Liliuokalani. Boston: Lee and Shepard. ISBN 978-0-548-22265-2. OCLC 2387226
- Liliuokalani (1886). Report of Her Majesty Queen Kapiolani's visit to Molokai, by H.R.H. Princess Liliuokalani, July 1884. Report of the Board of Health. Honolulu: Printed by the Hawaiian Gazette Company. pp. iii–xvii. OCLC 39817109
- Lindley, Susan Hill; Stebner, Eleanor J. (2008). The Westminster Handbook to Women in American Religious History. [S.l.]: Westminster John Knox Press. ISBN 978-0-664-22454-7
- Loomis, Albertine (1963). «The Longest Legislature» (PDF). Honolulu: Hawaiian Historical Society. Seventy-First Annual Report of the Hawaiian Historical Society for the Year 1962. 71: 7–27. hdl:10524/35
- Mcdermott, John F.; Choy, Zita Cup; Guerrero, Anthony P. S. (2015). «The Last Illness and Death of Hawaiʻi's King Kalākaua: A New Historical/Clinical Perspective Cover». Honolulu: Hawaiian Historical Society. The Hawaiian Journal of History. 49: 59–72. OCLC 60626541. doi:10.1353/hjh.2015.0002. hdl:10524/56606 – via Project MUSE
- McKinzie, Edith Kawelohea (1983).  Stagner, Ishmael W., ed. Hawaiian Genealogies: Extracted from Hawaiian Language Newspapers. 1. Honolulu: University of Hawaii Press. ISBN 0-939154-28-5. OCLC 12555087
- Parker, David "Kawika" (2008). «Crypts of the Ali`i The Last Refuge of the Hawaiian Royalty». Tales of Our Hawaiʻi (PDF). Honolulu: Alu Like, Inc. OCLC 309392477. Arquivado do original (PDF) em 11 de novembro de 2013
- Pukui, Mary Kawena; Elbert, Samuel H.; Mookini, Esther T. (1974). Place Names of Hawaii. Honolulu: University of Hawaii Press. ISBN 978-0-8248-0524-1. OCLC 1042464
- Reed, Frances (1974) [1962]. Prince Jonah Kuhio Kalanianaole, 1871–1922. Hilo: Hawaii County Library. OCLC 318062868
- Reese, Albert Moore (1919). Wanderings in the Orient. Chicago, London: Open Court Publishing Company. OCLC 556316189
- Richardson, Janine M. (2008). «'None of Them Came for Me:' The Kapiʻolani Home for Girls, 1885–1938». The Hawaiian Journal of History. 42: 1–26. OCLC 60626541. hdl:10524/113
- Rose, Roger G.; Conant, Sheila; Kjellgren, Eric P. (setembro de 1993). «Hawaiian Standing Kāhili in the Bishop Museum: An Ethnological and Biological Analysis». Wellington, NZ: Polynesian Society. Journal of the Polynesian Society. 102 (3): 273–304. JSTOR 20706518
- Schweizer, Niklaus Rudolf (2004). His Hawaiian Excellency: The Overthrow of the Hawaiian Monarchy and the Annexation of Hawai'i 3rd ed. New York: Peter Lang. ISBN 978-0-8204-6871-6. OCLC 55682174
- Silva, Noenoe K. (2004). Aloha Betrayed: Native Hawaiian Resistance to American Colonialism. Durham: Duke University Press. ISBN 0-8223-8622-4. OCLC 191222123
- Taylor, Albert Pierce (1927). The Rulers of Hawaii, The Chiefs and Chiefesses, Their Palaces, Monuments, Portraits and Tombs. Honolulu: Advertiser Publishing Company. OCLC 9380797
- Taylor, Albert Pierce (1922). Under Hawaiian Skies: A Narrative of the Romance, Adventure and History of the Hawaiian Islands. Honolulu: Advertiser Publishing Company, Ltd. OCLC 479709
- Tsai, Tiffany Lani Ing (2014). «"He Ka Waiho Hoʻohemahema": Kana Maoli Responses to King Kalakaua's Tour of the Kingdom from 1874 Newspapers in Hawaiʻi». Honolulu: Hawaiian Historical Society. Hawaiian Journal of History. 48: 115–143. OCLC 60626541. hdl:10524/47258
- Webb, Nancy; Webb, Jean Francis (1998) [1962]. Kaiulani: Crown Princess of Hawaii. Honolulu: Mutual Publishing. ISBN 978-1-56647-206-7. OCLC 265217757
- Zambucka, Kristin (2002). Kalakaua: Hawaiʻi's Last King. Honolulu: Māna Publishing Company. ISBN 978-0-931897-04-7. OCLC 123305738
- Zambucka, Kristin (1998). Princess Ka'iulani of Hawaiʻi: The Monarchy's Last Hope. Honolulu: Mutual Publishing. ISBN 978-1-56647-710-9. OCLC 149442849

### Jornais e fonte online
- «All Hawaii Mourns the Death of Kapiolani». The San Francisco Call. San Francisco. 5 de julho de 1899. p. 12. Consultado em 29 de dezembro de 2018
- «Crowned! Kalakaua's Coronation Accomplished: A Large But Unenthusiastic Assemblage». The Hawaiian Gazette. Honolulu. 14 de fevereiro de 1883. p. 2. Consultado em 29 de dezembro de 2018
- «An Act». The Hawaiian Gazette. Honolulu. 4 de agosto de 1880. p. 5. Consultado em 29 de dezembro de 2018
- Hawaii State Archives (2006). «Namakeha-Kapiolani marriage record». Marriages – Oahu (1832–1910). p. 405. Consultado em 29 de dezembro de 2018 – via Ulukau, the Hawaiian Electronic Library
- «Postponed Pleasures». The Hawaiian Gazette. Honolulu. 21 de fevereiro de 1883. p. 2. Consultado em 29 de dezembro de 2018
- «Queen Dowager Kapiolani Passes Away – Death Came at 8:45 This Morning – Peaceful Ending of a Well Rounded Life». Evening Bulletin. Honolulu. 24 de junho de 1899. pp. 1, 4. Consultado em 29 de dezembro de 2018
- «A Queen Called – Death of the Widow of the Late Kalakaua R. – Had Long Been Ill – Passes Away At Her Waikiki Home Closing Scenes – Funeral Arrangements». The Pacific Commercial Advertiser. Honolulu. 26 de junho de 1899. pp. 1, 4, 9. Consultado em 29 de dezembro de 2018
- Taylor, Clarice B. (7 de abril de 1958). «Kapiolani, Queen Consort of Kalakaua». Honolulu Star-Bulletin. Honolulu. p. 24. Consultado em 29 de dezembro de 2018
- Taylor, Clarice B. (10 de abril de 1958). «H.R.H. Poʻomaikelani Kapoʻoloku». Honolulu Star-Bulletin. Honolulu. p. 28. Consultado em 29 de dezembro de 2018
- Taylor, Clarice B. (11 de abril de 1958). «H.R.H. Kinoike Kekaulike». Honolulu Star-Bulletin. Honolulu. p. 34. Consultado em 29 de dezembro de 2018
- Tsutsumi, Cheryl Chee; Choy, Zita Cup (24 de dezembro de 2017). «An evening to honor Queen Kapiʻolani». Honolulu Star-Advertiser. Honolulu. p. E3. Consultado em 31 de dezembro de 2018